# Triaenodes telefominicus
Triaenodes telefominicus är en nattsländeart som beskrevs av Kumanski 1979. Triaenodes telefominicus ingår i släktet Triaenodes och familjen långhornssländor. Inga underarter finns listade i Catalogue of Life.